# Владимир Димов
Владимир Димов (на македонска литературна норма: Владимир Димов) е политик от Северна Македония.

## Биография
Роден е на 17 септември 1956 година в град Скопие. През 1982 година завършва Медицинския факултет на Скопския университет. Между 1984 и 1988 специализира обща хирургия в клиниката по хирургични болести в същия факултет. От 1991 до 1992 специализира в Белградския университет, Илинойския университет и в центъра за лапароскопична хирургия в Хамбург. В периода 2004-2006 година е министър на здравеопазването на Северна Македония. След мандата си заминава за България и се установява да живее там и започва работа в болница Токуда в София.